# United States Marine Corps Forces Special Operations Command

Emblem des MARSOC

Das United States Marine Corps Forces Special Operations Command (MARSOC) ist ein Verband des US Marine Corps zuständig für Spezialoperationen, der am 24. Februar 2006 aufgestellt wurde und dem US Special Operations Command (USSOCOM) unterstellt ist. Das Hauptquartier ist das Marine Corps Base Camp Lejeune im Bundesstaat North Carolina.

## Geschichte

### Entstehung
Das US Marine Corps (USMC), das schon immer eine exponierte Stellung innerhalb der US-Streitkräfte hatte, weigerte sich lange Marines unter das Kommando von USSOCOM zu stellen. Als Reaktion auf die neuen Aufgaben des US-Militärs nach dem 11. September 2001 lenkten die Marines ein.
Der damalige US-Verteidigungsminister Donald Rumsfeld verhandelte lange mit General Michael W. Hagee, dem damaligen Commandant of the Marine Corps, um die Marines dazu zu bewegen das USSOCOM bei den Aufgaben der Terrorbekämpfung mit Soldaten zu unterstützen.

### MCSOCOM Detachment One

Logo des MCSOCOM Detachment One

Als erstes Ergebnis dieser neuen Richtung des USMC wurde dem Special Operations Command eine Abordnung von 86 Soldaten (81 Marines und 5 Hospital Corpsman) der US Navy unterstellt. Diese Einheit mit dem Namen Marine Corps Special Operations Command Detachment One (MCSOCOM DET1) wurde unter das Kommando von Colonel Robert J. Coates, einem früheren Kommandeur der Eliteeinheit 1. Force Reconnaissance (Force Recon), gestellt. Detachment One war der erste Schritt in Richtung der Integration von Marines in das Special-Operations-Programm. Es wurde am 20. Juni 2003 aktiviert und hatte sein Hauptquartier im Camp Del Mar. Da das USMC traditionell dem Department of the Navy untersteht, war auch Detachment One der Naval Special Warfare Squadron One, einer Einheit des Naval Special Operations Command, unterstellt. Mit der offiziellen Aktivierung von MARSOC im Februar 2006 wurde Detachment One abgelöst.

## Auftrag
Das US Marine Corps Forces Special Operations Command bildet die Marines-Komponente innerhalb des United States Special Operations Command (SOCOM) und ist verantwortlich für alle besonderen Spezialoperationen innerhalb des Marine Corps.

## Organisation

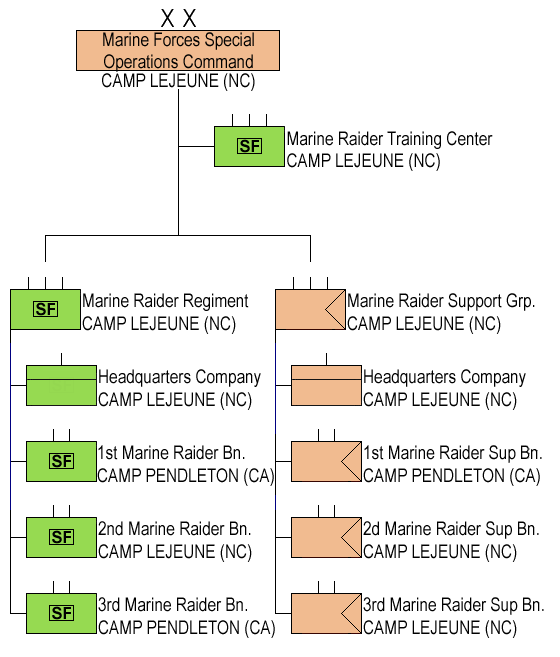
Das aktuelle Organigramm der USMC-Spezialkräfte (Militärische Symbole)

Am 1. November 2005 gab Rumsfeld bekannt, dass ein Verband aus 2600 hoch spezialisierten Marines gebildet werde, um das SOCOM zu verstärken. Dieser neue Verband setzt sich aus drei später vier Komponenten zusammen.
Als Hauptkommando wurde MARSOC dem Commandant direkt und dem USSOCOM operativ unterstellt und bis 2014 sollen diesem rund 3000 Marines, Seeleute und Zivilisten unterstellt sein.
Die Marine Raiders des XXI Jahrhunderts besteht aus:
- Marine Raider Regiment (früher Marine Special Operations Regiment (MSOR)), welches das Kommando über den Verband hat
  - Headquarters Company
  - drei Einsatzbataillone Marine Raider Battalions (1st, 2nd, 3rd) (früher Marine Special Operations Battalions (MSOB))

- Marine Raider Support Group (früher Marine Special Operations Support Group (MSOG))
  - HQ
  - drei Einsatzbataillone Marine Raider Support Battalions (1st, 2nd, 3rd) (früher Marine Special Operations Support Battalions)

- Marine Special Operations School

Camp Lejeune in North Carolina ist der Stützpunkt für den Hauptteil der Kräfte, während das erste Bataillon in Camp Pendleton, Kalifornien, stationiert ist. Der Verband besteht aus verschiedenen Elementen: einer Ausbildungseinheit für die Marines und verbündete ausländische Armeen (Foreign Military Training Unit (FMTU)) bestehend aus 400 Marines, sowie einer Kampfunterstützungseinheit (Marine Special Operations Support Group (MSOG)) mit 400 Marines die Funktionen wie Nachrichtendienstanalyse, Logistik, Hundeführer, Unterhändler und Dolmetscher wahrnehmen wird.
Jeweils an der Ost- oder Westküste der Vereinigten Staaten stationiert, werden die MSOB Soldaten ausbilden, ausrüsten und für den weltweiten Einsatz vorbereiten. Jedes MSOB besteht aus verschiedenen Einsatzkompanien (Marine Special Operations Companies), die auftragsorientiert für die Kampfunterstützung, Aufklärung oder Feuerunterstützung zusammengesetzt sind. Um dies zu erreichen, werden verschiedene Einheiten, u. a. die 4. Marine Expeditionary Brigade (Anti-Terror), nach den Bedürfnissen des MARSOC in eben jenes integriert.

### Marine Special Operations Intelligence Battalion (MSOIB, MIB)
Daneben gibt es noch das Marine Special Operations Intelligence Battalion (MSOIB, MIB) zur nachrichtendienstlichen Unterstützung des Verbandes.

### Marine Special Operations School (MSOS)
Außerdem wurde die Marine Special Operations School (MSOS) in Camp Lejeune gegründet und ist verantwortlich für die Rekrutierung, die Ausbildung, das Training und die Weiterentwicklung des Verbandes.

## Rekrutierung
Anwärter mussten bis 2016 männlich sein, da Frauen in den US-Streitkräften nicht an der Front dienen durften, einen General Technical (GT) Score von 105 und einen Physical Fitness Test (PFT) Score von 225 haben. Sie müssen den MARSOC-Schwimmtest und das medizinische MARSOC-Screening bestehen.
Die Ausbildung wird dann in drei Phasen unterteilt: drei Wochen in dem A&S Phase 1, drei Wochen Assessment and Selection Course, und neun Monate im Individual Training Course.

## Ausrüstung
Die MARSOC verwenden im Allgemeinen die Ausrüstung, welche andere Einheiten innerhalb der SOCOM verwenden. Jedoch wurde bekannt, dass die MARSOC Mk 17 FN SCAR benutzen. Zudem soll auch noch der Mk 13 Granatwerfer und das Mk 20 Scharfschützengewehr in das Arsenal aufgenommen werden. Außerdem hatte das MARSOC für sich eine modifizierte Colt 1911 im Arsenal. Die M45A1 ersetzte im Jahr 2012 die M45 MEUSOC.
Am 12. Februar 2015 wurde die Glock 19 für die MARSOC in das Arsenal aufgenommen.

## Liste der Kommandeure
| Nr. | Name                             | Bild | Beginn der Berufung | Ende der Berufung |
| --- | -------------------------------- | ---- | ------------------- | ----------------- |
| 10  | Major General Peter D. Huntle    |      | Juni 2024           | amtierend         |
| 9   | Major General Matthew Trollinger |      | Mai 2022            | Juni 2024         |
| 8   | Major General James F. Glynn     |      | Juni 2020           | Mai 2022          |
| 7   | Major General Daniel Yoo         |      | Juni 2018           | Juni 2020         |
| 6   | Major General Carl E. Mundy III  |      | August 2016         | Juni 2018         |
| 5   | Major General Joseph Osterman    |      | August 2014         | August 2016       |
| 4   | Major General Mark A. Clark      |      | August 2012         | August 2014       |
| 3   | Major General Paul E. Lefebvre   |      | 20. November 2009   | August 2012       |
| 2   | Major General Mastin M. Robeson  |      | 24. Juli 2008       | 20. November 2009 |
| 1   | Major General Dennis J. Hejlik   |      | Oktober 2005        | 24. Juli 2008     |